# Cantón de Argenton-sur-Creuse
El cantón de Argenton-sur-Creuse es una división administrativa francesa, situada en el departamento de Indre y la región Centro.

## Geografía
Este cantón está dispuesto alrededor de Argenton-sur-Creuse en el distrito de Châteauroux. Su altitud varía de 93 m s. n. m. (Chasseneuil) a 276 m s. n. m. (Chavin) con una altitud media de 155 m s. n. m.

## Composición
El cantón agrupa 11 comunas:
| Entidad de la población   | Habitantes (2006) | Código postal | Código Insee |
| ------------------------- | ----------------- | ------------- | ------------ |
| Argenton-sur-Creuse       | 5 180             | 36200         | 36006        |
| Bouesse                   | 395               | 36200         | 36022        |
| Celon                     | 384               | 36200         | 36033        |
| Chasseneuil               | 653               | 36800         | 36042        |
| Chavin                    | 292               | 36200         | 36048        |
| Le Menoux                 | 446               | 36200         | 36117        |
| Mosnay                    | 464               | 36200         | 36131        |
| Le Pêchereau              | 2 002             | 36200         | 36154        |
| Le Pont-Chrétien-Chabenet | 939               | 36800         | 36161        |
| Saint-Marcel              | 1 638             | 36200         | 36200        |
| Tendu                     | 550               | 36200         | 36219        |

## Demografía
| 1962   | 1968   | 1975   | 1982   | 1990   | 1999   | 2006   | 2007   |
| ------ | ------ | ------ | ------ | ------ | ------ | ------ | ------ |
| 12 685 | 13 397 | 13 158 | 13 154 | 12 613 | 12 562 | 12 904 | 12 943 |